# Mistrzostwa Polski w Biegach Narciarskich 2008
Mistrzostwa Polski w Biegach Narciarskich 2008 – zawody w biegach narciarskich, które rozegrano w dniach 25 marca – 30 marca 2008 na Polanie Jakuszyckiej w Szklarskiej Porębie.

## Terminarz
| Data          | Godzina   | Konkurencja                      | Złoto                | Srebro             | Brąz                  | Źródło |
| ------------- | --------- | -------------------------------- | -------------------- | ------------------ | --------------------- | ------ |
| 26 marca 2008 | 9:00 CET  | Sprint stylem dowolnym kobiet    | Sylwia Jaśkowiec     | Marcela Marcisz    | Kornelia Marek        | [ 2 ]  |
| 26 marca 2008 | 9:00 CET  | Sprint stylem dowolnym mężczyzn  | Janusz Krężelok      | Maciej Kreczmer    | Maciej Staręga        | [ 2 ]  |
| 27 marca 2008 | 9:30 CET  | 15 km stylem dowolnym kobiet     | Justyna Kowalczyk    | Sylwia Jaśkowiec   | Kornelia Marek        | [ 3 ]  |
| 27 marca 2008 | ? CET     | 30 km stylem dowolnym mężczyzn   | Mariusz Michałek     | Janusz Krężelok    | Tomasz Kałużny        | [ 4 ]  |
| 29 marca 2008 | 9:30 CET  | 5 km stylem klasycznym kobiet    | Justyna Kowalczyk    | Kornelia Marek     | Sylwia Jaśkowiec      | [ 5 ]  |
| 29 marca 2008 | ? CET     | 10 km stylem klasycznym mężczyzn | Maciej Kreczmer      | Janusz Krężelok    | Mariusz Michałek      | [ 6 ]  |
| 30 marca 2008 | 9:30 CET  | Sztafeta 4×10 km mężczyzn        | LKS Poroniec Poronin | AZS AWF Katowice 1 | UKS Regle Kościelisko | [ 7 ]  |
| 30 marca 2008 | 11:00 CET | Sztafeta 4×5 km kobiet           | AZS AWF Katowice 1   | AZS AWF Katowice 2 | UKS Rawa Siedlce      | [ 8 ]  |

## Wyniki
| Miejsce | Zawodniczka          | Czas    | Strata |
| ------- | -------------------- | ------- | ------ |
|         | Sylwia Jaśkowiec     | Finał A |        |
|         | Marcela Marcisz      | Finał A |        |
|         | Kornelia Marek       | Finał A |        |
| 4.      | Beata Szymańczak     | Finał A |        |
| 5.      | Kinga Bieszczad      | Finał A |        |
| 6.      | Agnieszka Szymańczak | Finał A |        |
| 7.      | Justyna Mordarska    | Finał B |        |
| 8.      | Natalia Grzebisz     | Finał B |        |
| 9.      | Anna Staręga         | Finał B |        |
| 10.     | Agata Marek          | Finał B |        |
| 11.     | Paulina Maciuszek    | Finał B |        |
| 12.     | Martyna Galewicz     | Finał B |        |

| Miejsce | Zawodnik          | Czas    | Strata |
| ------- | ----------------- | ------- | ------ |
|         | Janusz Krężelok   | Finał A |        |
|         | Maciej Kreczmer   | Finał A |        |
|         | Maciej Staręga    | Finał A |        |
| 4.      | Tomasz Kałużny    | Finał A |        |
| 5.      | Wojciech Biskup   | Finał A |        |
| 6.      | Mateusz Nuciak    | Finał A |        |
| 7.      | Andrzej Leśnik    | Finał B |        |
| 8.      | Piotr Kocoń       | Finał B |        |
| 9.      | Michał Wróblewski | Finał B |        |
| 10.     | Rafał Węgrzyn     | Finał B |        |
| 11.     | Grzegorz Kucek    | Finał B |        |
| 12.     | Józef Tatar       | Finał B |        |

| Miejsce | Zawodniczka          | Czas         | Strata       |
| ------- | -------------------- | ------------ | ------------ |
|         | Justyna Kowalczyk    | 41:44,70 min |              |
|         | Sylwia Jaśkowiec     | 42:37,00 min | +52,30 s     |
|         | Kornelia Marek       | 42:38,50 min | +53,80 s     |
| 4.      | Paulina Maciuszek    | 45:23,50 min | +3:38,80 min |
| 5.      | Agnieszka Szymańczak | 46:07,00 min | +4:22,30 min |
| 6.      | Anna Staręga         | 46:07,80 min | +4:23,10 min |
| 7.      | Kinga Bieszczad      | 46:08,10 min | +4:23,40 min |
| 8.      | Marcela Marcisz      | 47:22,20 min | +5:37,50 min |
| 9.      | Martyna Galewicz     | 47:25,50 min | +5:40,80 min |
| 10.     | Natalia Grzebisz     | 48:20,20 min | +6:35,50 min |

| Miejsce | Zawodnik         | Czas         | Strata       |
| ------- | ---------------- | ------------ | ------------ |
|         | Mariusz Michałek | 1:17:18,30 h |              |
|         | Janusz Krężelok  | 1:18:17,40 h | +59,10 s     |
|         | Tomasz Kałużny   | 1:18:29,00 h | +1:10,70     |
| 4.      | Wojciech Biskup  | 1:18:59,30 h | +1:41,00 min |
| 5.      | Rafał Węgrzyn    | 1:22:06,90 h | +4:48,60 min |
| 6.      | Mateusz Hluchnik | 1:22:22,00 h | +5:03,70 min |
| 7.      | Piotr Śliwka     | 1:23:23,30 h | +6:05,00 min |
| 8.      | Krzysztof Stec   | 1:23:58,70 h | +6:40,40 min |
| 9.      | Tomasz Sikora    | 1:25:34,80 h | +8:16,50 min |
| 10.     | Jakub Mroziński  | 1:26:15,50 h | +8:57,20 min |

| Miejsce | Zawodniczka          | Czas         | Strata       |
| ------- | -------------------- | ------------ | ------------ |
|         | Justyna Kowalczyk    | 14.00,4 min  |              |
|         | Kornelia Marek       | 14:36,40 min | +36,00 s     |
|         | Sylwia Jaśkowiec     | 14:51,30 min | +50,90 s     |
| 4.      | Paulina Maciuszek    | 15:17,60 min | +1:17,20 min |
| 5.      | Martyna Galewicz     | 15:41,10 min | +1:40,70 min |
| 6.      | Agnieszka Szymańczak | 15:56,40 min | +1:56,00 min |
| 7.      | Anna Staręga         | 16:04,90 min | +2:04,50 min |
| 8.      | Agata Marek          | 16:18,20 min | +2:17,80 min |
| 9.      | Beata Szymańczak     | 16:19,70 min | +2:19,30 min |
| 10.     | Kinga Bieszczad      | 16:21,70 min | +2:21,30 min |

| Miejsce | Zawodnik          | Czas         | Strata       |
| ------- | ----------------- | ------------ | ------------ |
|         | Maciej Kreczmer   | 28:06,60 min |              |
|         | Janusz Krężelok   | 28:36,50 min | +29,90 s     |
|         | Mariusz Michałek  | 28:50,80 min | +44,20 s     |
| 4.      | Józef Tatar       | 29:11,20 min | +1:04,60 min |
| 5.      | Marcin Branas     | 29:41,10 min | +1:34,50 min |
| 6.      | Mateusz Nuciak    | 29:51,80 min | +1:45,20 min |
| 7.      | Sebastian Gazurek | 29:56,60 min | +1:50,00 min |
| 8.      | Tomasz Kałużny    | 29:57,90 min | +1:51,30 min |
| 9.      | Piotr Śliwka      | 30:07,30 min | +2:00,70 min |
| 10.     | Maciej Staręga    | 30:14,70 min | +2:08,10 min |

| Miejsce | Klub                        | Czas        | Strata       |
| ------- | --------------------------- | ----------- | ------------ |
|         | AZS AWF Katowice I          | 59:59,0 min |              |
|         | AZS AWF Katowice II         | 1:05:46,0 h | +5:47,0 min  |
|         | UKS Rawa Siedlce            | 1:06:57,0 h | +6:58,0 min  |
| 4.      | AZS AWF Kraków Zakopane     | 1:09:33,0 h | +9:34,0 min  |
| 5.      | MKS Karkonosze Jelenia Góra | 1:09:50,0 h | +9:51,0 min  |
| 6.      | MKS Halicz Ustrzyki Dolne   | 1:11:01,0 h | +11:02,0 min |

| Miejsce | Klub                        | Czas        | Strata       |
| ------- | --------------------------- | ----------- | ------------ |
|         | LKS Poroniec Poronin        | 1:44:55,0 h |              |
|         | AZS AWF Katowice I          | 1:45:07,0 h | +12,00 s     |
|         | UKS Regle Kościelisko       | 1:55:02,0 h | +10:07,0 min |
| 4.      | AZS AWF Katowice II         | 1:55:40,0 h | +10:45,0 min |
| 5.      | AZS AWF Kraków Zakopane     | 1:55:55,0   | +11:00,0 min |
| 6.      | MKS Halicz Ustrzyki Dolne   | 1:58:02,0 h | +13:07,0 min |
| 7.      | MKS Karkonosze Jelenia Góra | 1:58:39,0 h | +13:44,0 min |
| 8.      | LKS Witów Ski Mszana Górna  | 2:12:27,0 h | +27:32,0 min |